# Big Sur (romanzo)
Big Sur è un romanzo dello scrittore statunitense Jack Kerouac scritto nel 1962.
Nel romanzo vengono riepilogati i tre brevi soggiorni di Kerouac nella capanna di proprietà di un suo amico, il poeta Beat Lawrence Ferlinghetti, sul Bixby Canyon, a Big Sur, località della California centrale.
Nel romanzo tutti i personaggi sono menzionati con un alias, nel caso di Kerouac Jack Duluoz. Il personaggio autobiografico di Kerouac, non è più presentato come nei romanzi precedenti come un viaggiatore bohémien, bensì come un popolare scrittore.

## Trama
Il romanzo tratta del deterioramento fisico e mentale di Jack Duluoz (pseudonimo di Jack Kerouac), incapace di fronteggiare le aspettative del suo pubblico e nella sua battaglia contro l'alcolismo. Egli, per questo, abbandona New York, dove vive assediato da ragazzini e ubriaconi di ogni sorta e, dopo un breve soggiorno a San Francisco, cerca sollievo nella solitudine di una capanna a Big Sur di proprietà dell'amico Lorenzo Monsanto (pseudonimo di Lawrence Ferlinghetti), dove rimarrà per tre settimane vivendo di caccia e di pesca. Colto da solitudine, però, ritorna a San Francisco, dove riprende a bere e inizia una tormentata relazione con Billie, amante dell'amico Cody Pomeray (pseudonimo di Neal Cassady).
Durante i seguenti viaggi a Big Sur e i periodi di ritorno a San Francisco, ubriaco imbarazza Cody presentando alla moglie di questo la sua amante Billie; durante il terzo soggiorno a Big Sur, poi, avrà un delirium tremens meticolosamente descritto dallo stesso autore. Allo stesso tempo non riesce a soddisfare emotivamente l'esigente Billie (la quale ha peraltro un figlio) e si ritrova incapace di adattarsi alla vita dei sobborghi. Alla fine Duluoz deciderà di abbandonare tutti per tornare a casa.
Alla fine del libro c'è la poesia Mare, scritta da Duluoz durante il suo primo soggiorno a Big Sur.

## L'opera
Nell'opera, scritta quando Kerouac è diventato ormai un popolare scrittore, è evidente il disagio dell'autore-protagonista sia nei confronti di un'immagine popolare che lo vorrebbe giovane, girovago e sregolato, sia delle sue stesse sregolatezze, alle quali cerca di sfuggire ma nelle quali ricadrà sempre. Come scrive Kerouac a pagina 11, in tutta l'America i giovincelli delle medie e dell'università pensano "Jack Duluoz ha ventisei anni e non fa che viaggiare con l'autostop", mentre eccomi qui quasi quarantenne, tediato e logoro sulla cuccetta di uno scompartimento riservato che corre rombando attraverso Salt Flat....
L'autobiograficità di Kerouac è inoltre confermata, oltre che dalla presenza di personaggi reali (sia pure nascosti dietro pseudonimi), anche dalle sue autocitazioni (in particolare di Sulla strada, il romanzo che lo ha reso famoso). Come in molte altre opere di Kerouac, inoltre, le sequenze narrative sono spesso celate dalle descrizioni degli stati d'animo e dalle riflessioni dello stesso protagonista. Kerouac descrive la terribile esperienza di delirium tremens di fronte a una natura estranea e nemica nell'ultimo viaggio a San Francisco. 

## Edizioni italiane
- Jack Kerouac, Big Sur, collana Il bosco n. 191, traduzione di Bruno Oddera, Milano, Arnoldo Mondadori Editore, 1966.
- Jack Kerouac, Big Sur, collana Oscar n. 640, traduzione di Bruno Oddera, Milano, Arnoldo Mondadori Editore, 1976, ISBN 88-04-45089-4.
- Jack Kerouac, Big Sur, collana Oscar scrittori moderni n. 191, traduzione di Igor Legati, Milano, Arnoldo Mondadori Editore, 2012, ISBN 978-88-04-45089-4.